# Secret Agent Clank
Secret Agent Clank är ett plattformsspel utvecklat av High Impact Games och Sanzaru Games för Playstation Portable och Playstation 2 och publicerad av Sony Computer Entertainment. Spelet är det första (och enda) i serien där Clank är huvudperson. Spelets tema är en parodi av James Bond. Den är baserad på Clank i Ratchet & Clank 3 då han i spelet agerar som en hemlig robotagent.

## Gameplay
Clank är nu en mer liknande karaktär som Ratchet, med sina egna vapen och utrustningar. Det finns interaktiva filmsekvenser där spelaren måste trycka på olika knappar för att på rätt sätt smyga sig genom ett område oupptäckt, ta sig igenom olika fällor samt inom närstrid. Clank har möjlighet att få åka snowboard och andra fordon. Spelaren kan också uppgradera Clanks "Clank-Fu".